# Canoa/kayak ai Giochi della XX Olimpiade
Si sono svolte 11 gare di canoa/kayak alle olimpiadi estive 1972, 7 in acque libere (5 maschili e 2 femminili), presso il Regattastrecke Oberschleißheim di Oberschleißheim e per la prima volta nella storia delle olimpiadi, 4 gare di slalom (3 maschili e una femminile) svoltesi ad Augusta, a circa una sessantina di chilometri dalla sede dei giochi, su di un percorso artificiale creato per l'occasione e tuttora utilizzato per gare di coppa del mondo e mondiali.

## Podi

### Uomini
| Evento                   | Oro                                                                             | Perform. | Argento                                                               | Perform. | Bronzo                                                       | Perform. |
| Velocità                 |                                                                                 |          |                                                                       |          |                                                              |          |
| K1 1000 metri (dettagli) | Oleksandr Šaparenko                                                             | 3'48"06  | Rolf Peterson                                                         | 3'48"35  | Géza Csapó                                                   | 3'49"38  |
| K2 1000 metri (dettagli) | Unione Sovietica Nikolaj Gorbačëv Viktor Kratasjuk                              | 3'31"23  | Ungheria József Deme János Rátkai                                     | 3'32"00  | Polonia Władysław Szuszkiewicz Rafał Piszcz                  | 3'33"83  |
| K4 1000 metri (dettagli) | Unione Sovietica Yuriy Filatov Yuriy Stetsenko Volodymyr Morozov Valery Didenko | 3'14"02" | Romania Aurel Vernescu Mihai Zafiu Roman Vartolomeu Atanasie Sciotnic | 3'15"07  | Norvegia Egil Søby Steinar Amundsen Tore Berger Jan Johansen | 3'15"27  |
| C1 1000 metri (dettagli) | Ivan Patzaichin                                                                 | 4'08"94  | Tamás Wichmann                                                        | 4'12"42  | Detlef Lewe                                                  | 4'13"63  |
| C2 1000 metri (dettagli) | Unione Sovietica Vladas Česiūnas Yury Lobanov                                   | 3'52"60  | Romania Ivan Patzaichin Serghei Covaliov                              | 3'52"63  | Bulgaria Fedya Damyanov Ivan Burchin                         | 3'58"10  |
| Slalom                   |                                                                                 |          |                                                                       |          |                                                              |          |
| Slalom K1 (dettagli)     | Siegbert Horn                                                                   | 268.56   | Norbert Sattler                                                       | 270.76   | Harald Gimpel                                                | 277.95   |
| Slalom C1 (dettagli)     | Reinhard Eiben                                                                  | 315.84   | Reinhold Kauder                                                       | 327.89   | Jamie McEwan                                                 | 335.95   |
| Slalom C2 (dettagli)     | Germania Est Walter Hofmann Rolf-Dieter Amend                                   | 3'52"60  | Germania Ovest Hans-Otto Schumacher Wilhelm Baues                     | 3'52"63  | Francia Jean-Louis Olry Jean-Claude Olry                     | 3'58"10  |

### Donne
| Evento                  | Oro                                                | Perform. | Argento                                    | Perform. | Bronzo                                   | Perform. |
| Velocità                |                                                    |          |                                            |          |                                          |          |
| K1 500 metri (dettagli) | Julija Rjabčinskaja                                | 2'03"17  | Mieke Jaapies                              | 2'04"03  | Anna Pfeffer                             | 2'05"50  |
| K2 500 metri (dettagli) | Unione Sovietica Ljudmila Pinaeva Katerina Kuryško | 1'53"50  | Germania Est Ilse Kaschube Petra Grabowski | 1'54"30  | Romania Maria Nichiforov Viorica Dumitru | 1'55"01  |
| Slalom                  |                                                    |          |                                            |          |                                          |          |
| Slalom K1 (dettagli)    | Angelika Bahmann                                   | 364.50   | Gisela Grothaus                            | 398.15   | Magdalena Wunderlich                     | 400.50   |

## Medagliere
| Posizione | Paese            |    |    |    | Totale |
| --------- | ---------------- | -- | -- | -- | ------ |
| 1         | Unione Sovietica | 6  | 0  | 0  | 6      |
| 2         | Germania Est     | 4  | 1  | 1  | 6      |
| 3         | Romania          | 1  | 2  | 1  | 4      |
| 4         | Germania Ovest   | 0  | 3  | 2  | 5      |
| 5         | Ungheria         | 0  | 2  | 2  | 4      |
| 6         | Austria          | 0  | 1  | 0  | 1      |
| 6         | Paesi Bassi      | 0  | 1  | 0  | 1      |
| 6         | Svezia           | 0  | 1  | 0  | 1      |
| 9         | Bulgaria         | 0  | 0  | 1  | 1      |
| 9         | Francia          | 0  | 0  | 1  | 1      |
| 9         | Norvegia         | 0  | 0  | 1  | 1      |
| 9         | Polonia          | 0  | 0  | 1  | 1      |
| 9         | Stati Uniti      | 0  | 0  | 1  | 1      |
| Totale    | Totale           | 11 | 11 | 11 | 33     |